# Tetsuo Narikawa
Tetsuo Narikawa (成川 哲夫 Narikawa Tetsuo, 15 avril 1944 – 1er janvier 2010) est un acteur japonais célèbre pour le rôle de Spectreman. Spécialiste de karaté et de judo, il a été le fondateur et président de l'International Karate League au Japon.

## Biographie
Narikawa commence sa carrière en 1968 et apparaît dans de nombreux show télévisés dans son rôle de Georges, l'alter-ego de "Spectreman".
Grand Maître, Narikawa a été Président-fondateur de la Gensei-Ryu Seidokai International Karate Federation (Seidokai) dont le siège est à Tokyo (Japon). Seidokai a célébré son 25e anniversaire en avril 2004.
L'été 2009, sous traitement contre le cancer, Narikawa arrête un pyromane qui a attaqué un officier de police de Tokyo sur le lieu d'un incendie criminel : Narikawa immobilise le pyromane afin que le policier blessé procède à l'interpellation. Quand les renforts arrivent, l'officier de police est immédiatement hospitalisé pour blessures graves au visage. Le pyromane était un grand individu plus jeune de 35 ans que Narikawa.
La fondation de Narikawa a survécu à son décès et est caractérisée par un code moral de comportement à l'intérieur comme à l'extérieur du dojo. L'essence même de ce code de bonne conduite est saisi dans le terme japonais "reigi" (courtoisie et respect). Les étudiants en karaté apprennent à utiliser leur corps comme une arme ; il est impératif de comprendre l'énorme responsabilité qui incombe à ces connaissances. Il existe un prérequis moral à utiliser ce savoir correctement et avec responsabilité pour leur propre développement et le développement moral des personnes qui seront à leur contact.
Narikawa meurt à Tokyo, à l'âge de 65 ans d'un cancer des poumons.